# Tarodine

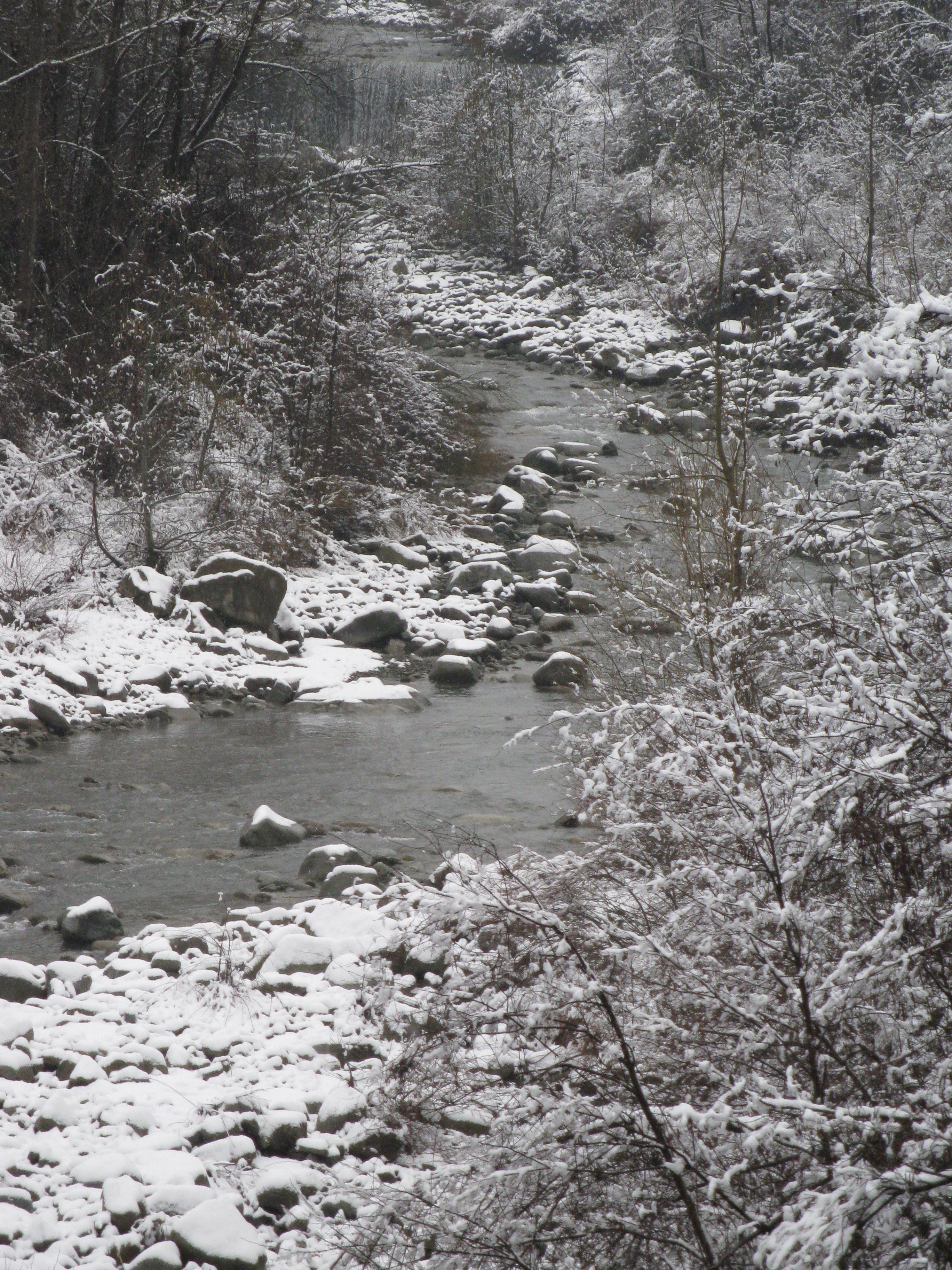

Il Tarodine, che anticamente con il nome di Ena segnava il confine fra i territori dei Malaspina e il Papato, è un torrente appenninico che scorre interamente nella provincia di Parma.

## Corso del torrente
Nasce presso il Passo dei Due Santi ad una quota di circa 1300 m, all'interno di una densa faggeta; di qui prende a scorrere parallelo al confine regionale uscendo dal bosco presso le località di Valdena, San Vincenzo e Rovinaglia. A questo punto il letto del torrente si allarga e poco più a valle, precisamente in località Case del Freddo, riceve in destra idraulica il suo affluente principale, il torrente Arsola, che nasce dal passo del Brattello. Scorrendo sempre in direzione nord, il Tarodine sfocia nel suo referente idraulico, il fiume Taro, presso l'abitato di Borgo Val di Taro, poco a valle del ponte di San Rocco.

## Regime idrologico
Il torrente Tarodine presenta il regime idrologico tipico dei torrenti appenninici, con accentuate magre estive, anche se non secca mai del tutto, e piene autunnali impetuose e importanti. Il bacino idrografico è di 27.3 km2 mentre la portata media alla foce è di 0.84 m3/s.

## Curiosità
La sua valle è famosa per essere una delle più rinomate per la raccolta del fungo porcino.